# Severino Pereira
Severino Pereira, (Vieira do Minho, 2 de noviembre de 1957) es un escultor portugués que utiliza vidrio, como materia prima preferente de sus obras, así como la piedra y otros medios más tradicionales. 
Hizo su primera exposición en 1979 en la Galería Espiral, en Lisboa. 
En 1990 asiste a los talleres del escultor Alés Vásicèc y también de Warren Langley, en el taller del Museo del Vidrio de Sars-Poterie, en Francia. En su producción artística encontramos también obras de pintura, el grabado, la literatura y el arte digital. Es el único escultor en Portugal que utiliza cristal de manera coherente y continua como material escultórico. Actualmente vive y trabaja en Sintra.

## Exposiciones individuales
- 1995 Evas, Galería S. 1995 Vísperas, Foto S. Bento, Lisboa. Bento, de Lisboa.
- 1996 Le mystère de l'amour, Galerie Metanoeité, Rouen.
- 1997 Sphinx's,  Galería Municipal de Barreiro.
- 1997 Mitologías, Galeria da Optica de Conde Redondo, Lisboa.
- 1998 Evas, Sphinx e Cariátides, Galería Municipal de Fitares, Sintra.
- 1999 Os seres imaginados  (los seres imaginarios), Galería ArtKonstant, Lisboa.
- 2002 A suite dos relógios(Una serie de relojes), Museu Regional de Sintra.
- 2002 A conquista de Lisboa( La conquista de Lisboa), Galería Artempório, Lisboa.
- 2003 Património da UNESCO em Portugal, Museu de Arte Primitiva Moderna, Guimarães.
- 2003 Patrimonio de la UNESCO en Portugal, Galería Municipal de Fitares, Sintra.
- 2005 Evas e outras mulheres, Centro de Arte de S. Bento, Lisboa.
- 2006 Elogio das nascentes, Museo Regional de Sintra , Sintra.
- 2007 Arte vária, Casa da Cultura, San Miguel d'Acha.
- 2008 Apokalypsis, Museu do Canteiro, Alcaíns.